# SN 2010gz
SN 2010gz – supernowa typu Ia odkryta 16 sierpnia 2010 roku w galaktyce NGC 599. W momencie odkrycia miała maksymalną jasność 16,00m.